# Соловьёв, Виктор Ильич
Виктор Ильич Соловьёв (28 февраля 1916, Тула — 30 октября 1992, Ленинград) — вице-адмирал (25.04.1975), доктор военно-морских наук, профессор.

## Биография
Родился в Туле 28 февраля 1916 года. Русский. В ВМФ с 1934 года. Член компартии с 1942 года.
Окончил Военно-морское инженерное училище им. Ф. Э. Дзержинского (июль 1934 — июль 1939), Училище подготовки командиров штабной службы ВМФ (декабрь 1940 — июль 1941), Военно-морскую академию им. К. Е. Ворошилова (ноябрь 1951 —октябрь 1954).
Командир группы двигателей линкора «Парижская коммуна» (июль 1939 — декабрь 1940).
В распоряжении (июль 1941 — февраль 1942).
Участник Великой Отечественной войны: командир по оперативной части Морского пункта связи № 1 (февраль — сентябрь 1942), начальник военных переводчиков (сентябрь — декабрь 1942), 5-го отделения (декабрь 1942 — январь 1943), командир морского пункта связи № 2 (январь 1943 — апрель 1944), начальник 2-го отделения (апрель 1944 — сентябрь 1946) разведывательного отдела штаба Балтийского флота.
Старший офицер штаба 2-го отделения (сентябрь 1946 — март 1948), заместитель командира морского пункта связи того же отделения (март — сентябрь 1948), заместитель командира 10-го морского разведывательного пункта (сентябрь 1948 — февраль 1950), командир того же пункта (февраль 1950 — ноябрь 1951) штаба Северного флота.
Начальник разведки 4-го флота — заместитель начальника штаба (октябрь 1954 — февраль 1956).
Начальник разведки Балтийского флота — заместитель начальника штаба по разведке (февраль 1956 — июнь 1962).
Начальник кафедры разведки ВМФ (июль 1962 — август 1970), заместитель начальника по научной работе (август 1970 — июнь 1977) Военно-морской академии. Создатель школы академической подготовки офицеров разведки ВМФ и теории военно-морской разведки.
В распоряжении главнокомандующего ВМФ (июль — ноябрь 1977).
С ноября 1977 в запасе.

## Награды
Награждён двумя орденами орденами Красного Знамени (1944, 1955), двумя орденами Отечественной войны I ст. (1945, 1985), двумя орденами Красной Звезды (1943, 1950), медалями.